# Электрическое поле
Электри́ческое по́ле — вид материи, который окружает каждый электрический заряд, а также возникает при наличии изменяющегося во времени магнитного поля, и оказывает силовое воздействие на все покоящиеся заряды, притягивая или отталкивая их.
Электрическое поле математически определяется как векторное поле, которое связывает с точкой в пространстве силу (электростатическую, или кулоновскую) на единицу заряда, приложенную к бесконечно малому положительному пробному заряду, покоящемуся в этой точке. Величина указанного векторного поля называется его напряжённостью (обозначение: {\displaystyle \mathbf {E} }). В системе СИ единица измерения напряжённости электрического поля: вольт на метр (В/м) или, что то же самое, ньютон на кулон (Н/Кл).
Электрические и магнитные поля рассматриваются как проявления более общей физической реальности — электромагнитного поля, ответственного за одно из фундаментальных взаимодействий природы (наряду с гравитационным, сильным и слабым). Частным случаем электрического поля является электростатическое.
Электрические поля важны во многих областях физики и используются практически в электротехнике. Например, в атомной физике и химии электрическое поле — это сила удерживающая атомное ядро и электроны вместе в атомах. Эта сила отвечает за химические связи между атомами, в результате которых образуются молекулы. Другие использования электрических полей включают обнаружение движения посредством ёмкостных методов и растущее число диагностических и терапевтических медицинских применений.

## Качественное описание
Под электрическим полем одновременно понимаются
- вид материи, оказывающий силовое воздействие на электрические заряды, в том числе покоящиеся;
- физическая векторная величина напряжённости электрического поля.

Вторая из указанных трактовок несколько сужает предмет, поскольку напряжённость выступает основной, но не единственно возможной характеристикой данного вида материи (иной вариант характеризации — использование потенциалов).

### Регистрация и некоторые свойства
Напряжённость электрического поля определяется в каждой точке пространства как сила (на единицу заряда), которую испытывает исчезающе малый положительный пробный заряд, помещённый в эту точку. :469–70 Поскольку электрическое поле дефинируется через понятие силы, а сила является вектором (то есть имеет и величину, и направление), электрическое поле является векторным полем . :469–70 Векторные поля такого вида иногда называют силовыми полями. Практически, роль регистратора электрического поля может выполнить заряженное тело малых размеров.
В общем случае поле зависит от трёх пространственных координат и времени: {\displaystyle \mathbf {E} =\mathbf {E} (\mathbf {r} ,t)=\mathbf {E} (x,\,y,\,z,\,t)}.
Электрическое поле, в зависимости от способа его создания (см. ниже), может быть или не быть потенциальным. Электростатическое поле потенциально всегда.
Достаточно часто электрическое поле сосуществует с магнитным полем, причём имеет место взаимопревращение переменных электрического и магнитного полей, например в электромагнитной волне.
Величина поля зависит от выбора системы отсчета, переход от одной инерциальной системы отсчёта к другой осуществляется с помощью преобразований Лоренца, в которых совместно задействуются и электрическая, и магнитная компоненты электромагнитного поля. Электрическое поле инвариантом преобразований Лоренца не является.
За некоторыми исключениями, электрическое поле подчиняется принципу суперпозиции, то есть поле нескольких источников есть сумма полей, создаваемых источниками. Это утверждение может быть проверено эмпирически и соответствует теоретическим моделям (см. ниже).

### Способы создания
Электрическое поле может быть создано
- электрическим зарядом;
- переменным во времени магнитным полем.

Закон Кулона гласит, что электрическое поле стационарных зарядов в вакууме или однородной среде изменяется пропорционально заряду источника и обратно пропорционально квадрату расстояния от источника. Это означает, что при удвоении заряда источника поле удваивается, а если пробный заряд отодвинуть вдвое дальше от источника, то поле в этой точке будет вчетверо слабее его первоначальной силы. Электрическое поле действует между двумя зарядами подобно тому, как гравитационное поле действует между двумя обладающими массой телами, расположенными на каком-то расстоянии, поскольку они оба подчиняются закону обратных квадратов.
Закон Фарадея описывает взаимосвязь между изменяющимися во времени магнитным и электрическим полями. Один из способов сформулировать закон Фарадея — ротор электрического поля равен отрицательной частной производной магнитного поля по времени. :327 В отсутствие изменяющегося во времени магнитного поля, электрическое поле потенциально (то есть является безроторным). :24,90–91

### Графическое представление

Электрическое поле положительного точечного электрического заряда, подвешенного над полубесконечным проводящим материалом. Поле изображается линиями электрического поля, которые указывают направление электрического поля в пространстве.

Электрическое поле можно изобразить с помощью набора линий, в каждой своей точке сонаправленных с полем в этой точке. Данная концепция была введена Майклом Фарадеем, чей термин «силовые линии» употребляется и ныне. Такое представление полезно тем, что напряжённость электрического поля тем больше, чем гуще проходят линии. Для нестационарного электрического поля картина его силовых линий может быть изображена для выбранного конкретного момента времени.
Обычно к построению силовых линий прибегают для стационарного (электростатического) случая. Силовые линии стационарных зарядов начинаются от положительных зарядов и заканчиваются отрицательными зарядами, они входят во все хорошие проводники под прямым углом, и они никогда не пересекаются и не замыкаются. Линии поля удобны для схематичного представления; но поле фактически пронизывает всё пространство между линиями. Можно нарисовать больше или меньше линий в зависимости от желаемой степени детализации.

## Количественное описание
Расчёт электрического поля можно проводить аналитическими и численными методами. Аналитические методы удаётся применить лишь в простейших случаях, на практике в основном используются численные методы. Они включают: метод сеток или метод конечных разностей; вариационные методы; метод конечных элементов; метод интегральных уравнений; метод эквивалентных зарядов. Ключевые физические формулы представлены ниже.

### Базовые уравнения
Основными уравнениями теории электромагнетизма являются уравнения Максвелла. Всего их четыре:
{\displaystyle \nabla \cdot \mathbf {D} =\rho ,\qquad \qquad \nabla \cdot \mathbf {B} =0}
{\displaystyle \nabla \times \mathbf {E} =-{\frac {\partial \mathbf {B} }{\partial t}},\qquad \nabla \times \mathbf {H} =\mathbf {j} +{\frac {\partial \mathbf {D} }{\partial t}}}.
В одно из этих уравнений напряжённость электрического поля {\displaystyle \mathbf {E} } входит в явном виде, ещё в два — через вектор электрического смещения {\displaystyle \mathbf {D} }. Кроме названных величин, в уравнениях фигурируют индукция {\displaystyle \mathbf {B} } и напряжённость {\displaystyle \mathbf {H} } магнитного поля. Прочие обозначения: {\displaystyle \mathbf {j} } — плотность электрического тока (А/м2), {\displaystyle \rho } — плотность заряда (Кл/м3), {\displaystyle \nabla } — оператор набла, {\displaystyle t} — время. Это так называемая дифференциальная форма уравнений Максвелла.

### Заряд в базовых уравнениях
При работе с уравнениями электромагнетизма лучше использовать непрерывные функции и распределённый заряд. Так, в выписанное выше выражение для {\displaystyle \nabla \cdot \mathbf {D} } электрический заряд входит именно в виде его объёмной плотности. При необходимости, точечный заряд {\displaystyle q}, расположенный в месте с радиус-вектором {\displaystyle \mathbf {r_{0}} }, математически можно описать как плотность заряда {\displaystyle \rho (\mathbf {r} )=q\delta (\mathbf {r-r_{0}} )}, где используется дельта-функция Дирака (в трех измерениях).
Но уравнения Максвелла могут быть переписаны в интегральной форме, и тогда можно оперировать такими величинами, как заряд или ток (а не плотность заряда, плотность тока). Кроме того, есть физические ситуации, когда традиционно удобнее учитывать «штучность», «дискретность» зарядов: например, в некоторых моделях можно описывать электроны как точечные источники, плотность заряда которых бесконечна на бесконечно малом участке пространства. Также любое непрерывное распределение заряда можно аппроксимировать множеством небольших точечных зарядов.

### Принцип суперпозиции
Ввиду линейности уравнений Максвелла, электрические поля удовлетворяют принципу суперпозиции, который гласит, что полное электрическое поле в точке {\displaystyle \mathbf {r} }, создаваемое несколькими источниками, есть сумма полей этих источников:
{\displaystyle \mathbf {E} (\mathbf {r} )=\mathbf {E} _{1}(\mathbf {r} )+\mathbf {E} _{2}(\mathbf {r} )+\mathbf {E} _{3}(\mathbf {r} )+\cdots =\sum _{k=1}^{N}\mathbf {E} _{k}(\mathbf {r} )},
где индекс k пробегает все {\displaystyle N} источников. В их роли, в простейшем случае, выступают точечные заряды, поле каждого из которых рассчитывается по закону Кулона. В более сложных случаях источниками могут являться распределённые в пространстве заряды или переменные магнитные поля.
Принцип суперпозиции может нарушаться для нелинейных, в первую очередь сегнетоэлектрических, сред, диэлектрическая проницаемость которых зависит от величины поля и от предыстории образца.

### Потенциалы электрического поля
Если система статична, так что магнитные поля не меняются во времени, то по закону Фарадея электрическое поле потенциально. В этом случае можно задать электрический потенциал, то есть функцию {\displaystyle \varphi } такую, что {\displaystyle \mathbf {E} =-\nabla \varphi } . Это аналог гравитационного потенциала. Разница между электрическим потенциалом в двух точках пространства называется разностью потенциалов (или напряжением) между этими двумя точками.
Однако в общем случае электрическое поле нельзя описать независимо от магнитного поля. Учитывая векторный потенциал электромагнитного поля {\displaystyle \mathbf {A} }, определённый как {\displaystyle \mathbf {B} =\nabla \times \mathbf {A} }, можно задать электрический потенциал {\displaystyle \varphi } в виде
{\displaystyle \mathbf {E} =-\nabla \varphi -{\frac {\partial \mathbf {A} }{\partial t}}},
где {\displaystyle \nabla \varphi } — градиент электрического потенциала и {\displaystyle \partial \mathbf {A} /\partial t} — частная производная от {\displaystyle \mathbf {A} } по времени.
Упоминавшийся выше закон индукции Фарадея можно получить, взяв ротор от этого уравнения: {\displaystyle \nabla \times \mathbf {E} =-\partial (\nabla \times \mathbf {A} )/\partial t=-\partial \mathbf {B} /\partial t}, что a posteriori подтверждает правильность выбранной формы для {\displaystyle \mathbf {E} }.
Уравнения Максвелла могут быть переписаны с использованием скалярного ({\displaystyle \varphi }) и векторного ({\displaystyle \mathbf {A} }) потенциалов, что иногда удобно для вычислений.

## Виды электрических полей

### Электростатические поля
Электростатические поля — это электрические поля, которые не меняются со временем, существующие, когда заряды неподвижны, а токи, если они есть, постоянны. В этом случае закон Кулона
{\displaystyle \mathbf {F} =q^{*}\left({\frac {Q}{4\pi \varepsilon _{0}\varepsilon }}{\frac {\mathbf {\mathbf {r} } }{|\mathbf {r} |^{3}}}\right)=q^{*}\mathbf {E} (\mathbf {r} )}
для силы действия заряда {\displaystyle Q}, расположенного в начале координат и создающего поле {\displaystyle \mathbf {E} }, на находящийся в точке {\displaystyle \mathbf {r} } пробный заряд {\displaystyle q^{*}} (или обобщение этого закона для распределённых зарядов) полностью описывает электрическое поле. Однако сфера применения закона Кулона ограничивается задачами для вакуума или сред с фиксированной диэлектрической проницаемостью {\displaystyle \varepsilon }; при наличии же неоднородных диэлектриков (с {\displaystyle \varepsilon \neq \,}const{\displaystyle (\mathbf {r} )}), используется более сложный математический аппарат, в том числе решение уравнения Пуассона.
Закон Кулона, описывающий взаимодействие электрических зарядов, похож на закон всемирного тяготения Ньютона, что предполагает логическое сходство между электрическим полем {\displaystyle \mathbf {E} } и гравитационным полем {\displaystyle \mathbf {g} } или связанными с ними потенциалами.

### Электродинамические поля
Электродинамические поля — это электрические поля, которые меняются со временем, например, когда заряды находятся в движении.
В этом случае электрическое и магнитное поля связаны, причём магнитное поле {\displaystyle \mathbf {B} } — в соответствии с законом Ампера, с учётом уравнения Максвелла — определяется из уравнения в виде (слева — дифференциальном, справа — интегральном):
{\displaystyle \nabla \times \left({\frac {\mathbf {B} }{\mu }}\right)=\mu _{0}\left(\mathbf {j} +\varepsilon _{0}\varepsilon {\frac {\partial \mathbf {E} }{\partial t}}\right)\qquad \quad \oint \limits _{\mathbf {l} }{\frac {\mathbf {B} }{\mu }}\cdot d\mathbf {l} =} {\displaystyle \mu _{0}\left(I+\varepsilon _{0}{\frac {d}{dt}}\int \limits _{\mathbf {s} }\varepsilon \mathbf {E} \cdot d\mathbf {s} \right)},
где {\displaystyle \mathbf {j} } — плотность тока, {\displaystyle \mu _{0}} — магнитная проницаемость вакуума, {\displaystyle \varepsilon _{0}} — диэлектрическая проницаемость вакуума, {\displaystyle \varepsilon } и {\displaystyle \mu } — электрическая и магнитная проницаемости среды (возможно, координатно-зависимые). Интегрирование выполняется по произвольному контуру и по поверхности, натянутой на него, {\displaystyle I} — полный ток, пронизывающий контур. Электрические токи и частная производная электрического поля по времени вносят непосредственный вклад в создание магнитного поля.
Кроме того, уравнение Максвелла — Фарадея утверждает (снова слева — дифференциальный вид, справа — интегральный):
{\displaystyle \nabla \times \mathbf {E} =-{\frac {\partial \mathbf {B} }{\partial t}}\qquad \quad \oint \limits _{\mathbf {l} }\mathbf {E} \cdot d\mathbf {l} =} {\displaystyle -{\frac {d}{dt}}\int \limits _{\mathbf {s} }\mathbf {B} \cdot d\mathbf {s} }.
Сила, испытываемая пробным зарядом в электромагнитном (совокупно электрическом плюс магнитном) поле, а общем случае определяется формулой Лоренца
{\displaystyle \mathbf {F} =q\mathbf {E} +q\left[\mathbf {v} \times \mathbf {B} \right]};
в электростатике или магнитостатике в этой формуле остаётся, соответственно, только первое или только второе слагаемое.

### Однородные поля
Однородное поле — это поле, не зависящее от координат. Приблизительно такое электрическое поле возникает, если разместить две проводящие пластины параллельно друг другу и поддерживать между ними напряжение (разность потенциалов), хотя из-за граничных эффектов (около краёв) электрическое поле искажается.
В предположении бесконечных плоскостей величина электрического поля в пространстве между ними составляет {\displaystyle E=-\Delta V/d}, где {\displaystyle \Delta V} — разность потенциалов между пластинами, а {\displaystyle d} — расстояние, разделяющее пластины. Отрицательный знак возникает, когда положительные заряды отталкиваются, поэтому на положительный заряд будет действовать сила от положительно заряженной пластины в направлении, противоположном тому, в котором увеличивается напряжение.
Однородное поле может зависеть от времени {\displaystyle t}, синхронно изменяясь во всех точках рассматриваемой области (в приведённом примере — если {\displaystyle \Delta V=\Delta V(t)}, но чаще однородное поле рассматривается в задачах электростатики.
В микро- и нано- приложениях, например относящихся к полупроводникам, типичная величина электрического поля составляет порядка 106 В⋅м−1, которое достигается за счет приложения напряжения порядка 1 вольта между проводниками, расположенными на расстоянии 1 мкм друг от друга.

## Электрическое поле в среде

### Реакция разных сред на поле

Электрическое поле (линии со стрелками) заряда (+) индуцирует поверхностные заряды (красные и синие области) на металлических объектах из-за электростатической индукции.

Реакция материальной среды на наложение электрического поля зависит от того, насколько свободными являются электрические заряды (ионы, электроны, дырки) этой среды. Если они могут свободно перемещаться, то на поверхности возникает индуцированный заряд, распределённый таким образом, чтобы воспрепятствовать проникновению поля вглубь образца — такой вариант реакции (см. рис.) типичен для проводящих металлических материалов. Если заряды свободно перемещаться не могут, то происходит их локальное, на атомных масштабах, смещение, в результате чего в местах неоднородностей материала и на границах появляется связанный заряд — такой отклик характерен для диэлектриков (см. в статье Диэлектрическая проницаемость). В полупроводниках возможна «смешанная» реакция. Перемещённые электрические заряды сами становятся источниками поля, искажая картину поля во всём пространстве.
Отклик среды на электрическое поле зависит от скорости изменения поля (заряды могут не успевать смещаться) и может сильно различаться в зависимости от частоты. Для диэлектриков эта деталь характеризуется частотной зависимостью проницаемости.

### Материальное соотношение
В присутствии вещества понятие электрического поля может быть расширено до трёх векторных полей:
{\displaystyle \mathbf {D} =\varepsilon _{0}\mathbf {E} +\mathbf {P} \!},
где {\displaystyle \mathbf {P} } — поляризованность диэлектрика — объемная плотность электрических дипольных моментов, а {\displaystyle \mathbf {D} } — поле электрической индукции. Поскольку {\displaystyle \mathbf {E} } и {\displaystyle \mathbf {P} } определяются отдельно, это уравнение можно использовать для определения {\displaystyle \mathbf {D} }. Физическая интерпретация {\displaystyle \mathbf {D} } не так прозрачна, как {\displaystyle \mathbf {E} } (фактически поле, приложенное к материалу) или {\displaystyle \mathbf {P} } (индуцированное поле из-за электрических диполей в материале), но всё же служит удобным математическим упрощением, поскольку уравнения Максвелла можно упростить в терминах свободных зарядов и токов.
Поля {\displaystyle \mathbf {E} } и {\displaystyle \mathbf {D} } связаны посредством диэлектрической проницаемости материала {\displaystyle \varepsilon }.
Для линейных, однородных, изотропных материалов {\displaystyle \mathbf {E} } и {\displaystyle \mathbf {D} } пропорциональны и постоянны во всём объёме, без зависимости от координат
{\displaystyle \mathbf {D} =\varepsilon _{0}\varepsilon \mathbf {E} }.
Для неоднородных материалов существует координатная зависимость
{\displaystyle \mathbf {D(r)} =\varepsilon _{0}\varepsilon (\mathbf {r} )\mathbf {E(r)} }.
Для анизотропных материалов поля {\displaystyle \mathbf {E} } и {\displaystyle \mathbf {D} } не параллельны, и поэтому {\displaystyle \mathbf {E} } и {\displaystyle \mathbf {D} } связаны посредством тензора диэлектрической проницаемости (поле тензора 2-го ранга) в компонентной форме:
{\displaystyle D_{i}=\varepsilon _{0}\varepsilon _{ij}E_{j}}.
Для нелинейных сред {\displaystyle \mathbf {E} } и {\displaystyle \mathbf {D} } непропорциональны. Материалы могут иметь различную степень линейности, однородности и изотропии.

## Энергия электрического поля
Полная энергия на единицу объёма, запасённая электромагнитным полем в линейной среде, равняется
{\displaystyle u_{EM}={\frac {\varepsilon _{0}\varepsilon }{2}}|\mathbf {E} |^{2}+{\frac {1}{2\mu _{0}\mu }}|\mathbf {B} |^{2}}.
Поскольку поля {\displaystyle \mathbf {E} } и {\displaystyle \mathbf {B} } связаны, было бы искусственным разделять это выражение на «электрический» и «магнитный» вклады. Однако в стационарном случае поля не связаны. В этом случае имеет смысл вычислить электростатическую энергию в единице объёма
{\displaystyle u_{E}={\frac {1}{2}}\varepsilon _{0}\varepsilon |\mathbf {E} |^{2}\,}.
Таким образом, полная энергия {\displaystyle U} запасённая в электрическом поле в данном объёме {\displaystyle V}, равна
{\displaystyle U_{E}={\frac {1}{2}}\varepsilon _{0}\varepsilon \int _{V}|\mathbf {E} |^{2}\,\mathrm {d} V\,}.
С другой стороны, электростатическая энергия может быть вычислена через плотность заряда {\displaystyle \rho } и электрический потенциал {\displaystyle \varphi } путём интегрирования по объёму системы:
{\displaystyle U_{E}=\int _{V}\rho \varphi \,\mathrm {d} V\,.}
Равенство двух выражений для электростатической энергии, одно из которых зависит от электрического поля {\displaystyle \mathbf {E} }, а другое от потенциала {\displaystyle \varphi }, доказывается интегральной теоремой об энергии поля, при этом интегрирование делается по всему бесконечному объёму.

## Наблюдение электрического поля в быту
Для того, чтобы создать электрическое поле, необходимо создать электрический заряд. Если натереть какой-либо диэлектрик о шерсть или что-нибудь подобное, например, пластиковую ручку о собственные чистые волосы, то на диэлектрике (ручке) создастся заряд, а вокруг — электрическое поле. Заряженная ручка будет притягивать к себе мелкие обрывки бумаги. Если натирать о шерсть предмет большей ширины, скажем, резиновую ленту, то в темноте можно будет видеть мелкие искры, возникающие вследствие электрических разрядов.
Электрическое поле часто возникает возле телевизионного экрана (относится к телевизорам с ЭЛТ) при включении или выключении телеприёмника. Это поле можно почувствовать по его действию на волоски на руках или лице.

## Электрическое поле Земли
Земля имеет отрицательный заряд около 600 000 Кл. В свою очередь, ионосфера Земли имеет положительный заряд. Поэтому, вся атмосфера Земли до высоты примерно в 50 км заполнена электрическим полем, которое можно приближенно считать однородным. Общая разность потенциалов между Землёй и ионосферой составляет 400 000 вольт.
Электрическое поле Земли влияет на движение заряженных частиц в атмосфере. Положительно заряженные частицы движутся в ней вниз, а отрицательно заряженные — вверх. Заряженные частицы постоянно образуются в атмосфере под действием космических лучей, благодаря чему в ней поддерживается постоянный ток с силой 10−12 ампер на каждый квадратный метр.

## Безопасность в зоне электрического поля
Электрическое поле возникает при наличии напряжения на токоведущих частях электроустановок.
Пространство, в котором напряжённость электрического поля равна 5 кВ/м и больше, принято называть опасной зоной или зоной влияния. Приближённо можно считать, что эта зона лежит в пределах круга с центром в точке расположения ближайшей токоведущей части, находящейся под напряжением, и радиусом {\displaystyle R} = 20 м для электроустановок 400—500 кВ и {\displaystyle R} = 30 м для электроустановок 750 кВ.
В ОРУ 110 кВ и выше и на ВЛ 330 кВ и выше при выполнении работ в зоне влияния электрического поля напряжённостью свыше 5 кВ/м необходимо ограничивать длительность пребывания людей согласно требованиям ГОСТ 12.1.002 или применять средства защиты от воздействия электрического поля (далее — средства защиты).
При напряжённости электрического поля до 5 кВ/м длительность пребывания в нём не ограничивается.
Допустимая продолжительность {\displaystyle T} (в часах) пребывания в электрическом поле напряжённостью в от 5 до 20 кВ/м включительно вычисляется по формуле:
{\displaystyle T=50/E-2} часов,
где {\displaystyle E} — напряжённость (выраженная в кВ/м) действующего электрического поля в контролируемой зоне.
Продолжительность работы в электрическом поле напряжённостью от 20 до 25 кВ/м не должна превышать 10 мин. При напряженности свыше 25 кВ/м следует применять средства защиты, позволяющие работать полный рабочий день.
Вышеизложенные требования действительны при условии исключения возможности воздействия на работников электрических разрядов.
Допустимая продолжительность пребывания в зоне воздействия электрического поля без средств защиты может быть реализована единоразово или с перерывами в течение рабочего дня. В течение остального времени следует применять средства защиты или находиться в электрическом поле напряженностью до 5 кВ/м.
В различных точках пространства вблизи электроустановок напряжённость электрического поля имеет разные значения и зависит от ряда факторов: номинального напряжения, расстояния (по высоте и горизонтали) рассматриваемой точки от токоведущих частей и др.
Продолжительность пребывания человека в контролируемой зоне устанавливается с учётом наибольшего значения измеренной напряжённости.
Наряду с биологическим действием электрическое поле обусловливает возникновение разрядов между человеком и металлическим предметом, имеющим иной по сравнению с телом человека потенциал. Если человек стоит непосредственно на земле или на токопроводящем заземлённом основании, то потенциал его тела практически равен нулю, а если он изолирован от земли, то тело оказывается под некоторым потенциалом, достигающим иногда нескольких киловольт.
Очевидно, что прикосновение человека, изолированного от земли, к заземленному металлическому предмету, равно как и прикосновение заземлённого человека к металлическому предмету, изолированному от земли, сопровождается прохождением через человека в землю разрядного тока, который может вызывать болезненные ощущения, особенно в первый момент. Часто прикосновение сопровождается искровым разрядом. В случае прикосновения к изолированному от земли металлическому предмету большой протяжённости (трубопровод, проволочная ограда на деревянных стойках и т. п. или большого размера металлическая крыша деревянного здания и пр.) сила тока, проходящего через человека, может достигать значений, опасных для жизни.
Допустимое значение тока, длительно проходящего через человека и обусловленного воздействием электрического поля электроустановок сверхвысокого напряжения, составляет примерно 50—60 мкА, что соответствует напряжённости электрического поля на высоте роста человека примерно 5 кВ/м. Если при электрических разрядах, возникающих в момент прикосновения человека к металлической конструкции, имеющей иной, чем человек, потенциал, установившийся ток не превышает 50— 60 мкА, то человек, как правило, не испытывает болевых ощущений. Поэтому это значение тока принято в качестве нормативного (допустимого).
Основными средствами коллективной защиты от воздействия электрического поля промышленной частоты являются стационарные и переносные разновидности экранирующих устройств.
Переносные и передвижные экранирующие устройства необходимо заземлять на месте их установки с помощью присоединения к заземляющему устройству или металлическим конструкциям, которые соединены с заземляющим устройством, гибким медным проводником сечением не менее 4 мм2.
Съёмные экранирующие устройства должны иметь гальваническое соединение с механизмами, на которых они установлены. Для заземления машин и механизмов дополнительного заземления съёмных экранирующих устройств не требуется.
Заземление индивидуальных экранирующих комплектов осуществляется с помощью специальной обуви с токопроводящей подошвой. При выполнении работ в положении стоя на изолирующем основании (деревянный настил, изолятор, окрашенный металл) или работ, связанных с прикосновением к заземлённым конструкциям незащищенной рукой (при снятых перчатках или рукавицах), экранирующую одежду следует дополнительно заземлить путём присоединения её специальным гибким проводником сечением 4 мм2 к заземлённой конструкции или к заземляющему устройству.
Запрещается применение индивидуальных экранирующих комплектов при работе, если не исключена возможность прикосновения к токоведущим частям, находящимся под напряжением до 1000 В, а также при испытаниях оборудования (для работников, которые непосредственно проводят испытания повышенным напряжением) и электросварочных работ. Защита работников в этом случае должна осуществляться с применением экранирующих устройств.
При выполнении работ на участках отключенных токоведущих частей, находящихся в зоне влияния электрического поля, для снятия наведенного потенциала их следует заземлять.
Запрещается прикасаться к отключенным, но не заземлённым токоведущим частям без средств защиты.
Ремонтные приспособления и оснастка, которые могут оказаться изолированными от земли, также должны быть заземлены.
Машины и механизмы на пневмоколёсном ходу, находящиеся в зоне влияния электрического поля, необходимо заземлять. Во время их передвижения в этой зоне для съёма приведённого потенциала следует применять металлическую цепь, присоединённую к шасси или к кузову и касающуюся земли.
Запрещается заправлять машины и механизмы горючими и смазочными материалами в зоне влияния электрического поля.
При подъёме на оборудование и конструкции, расположенные в зоне влияния электрического поля, следует применять средства защиты независимо от значения напряжённости электрического поля и продолжительности работы в нём. В случае поднятия с помощью телескопической вышки или гидроподъёмника их корзины (люльки) следует оборудовать экраном или применять экранирующие комплекты.
В заземлённых кабинах и кузовах машин, механизмов, передвижных мастерских и лабораторий, в зданиях из железобетона, в кирпичных зданиях с железобетонным перекрытием, металлическим каркасом или заземлённой металлической кровлей электрическое поле отсутствует и применения средств защиты не требуется.